# Cuphea ekmanii
Cuphea ekmanii là một loài thực vật có hoa trong họ Lythraceae. Loài này được O.C.Schmidt mô tả khoa học đầu tiên năm 1926.